# Phil Groeneveld
Paul Philipp Groeneveld soprannominato Phil (Oshawa, 18 settembre 1974) è un ex hockeista su ghiaccio canadese naturalizzato olandese, di ruolo portiere.

## Carriera
Canadese di nascita, ma di origini olandesi, Groeneveld giocò per la maggior parte della sua carriera in Europa. Dapprima nella Ligue Magnus francese, con il OHC Paris-Viry, poi con il Rouen Hockey Élite 76. Nel 2000-01 vinse il premio di miglior portiere della lega.
Nel 2002-03 passò nei Paesi Bassi, ed anche lì si aggiudicò, nella sua prima stagione, il premio di miglior portiere. Perse poi l'intera stagione successiva per infortunio. Dopo un'ulteriore stagione ad Amsterdam, si guadagnò la possibilità di indossare la maglia della Nazionale arancione (il primo impegno ufficiale fu la qualificazione olimpica per Torino 2006).
Nella stagione 2005-06 approdò in Italia, al Ritten Sport. Con gli altoatesini raggiunse la finale, persa però contro l'HCJ Milano Vipers. Dopo una breve parentesi in Canada, anche per la stagione 2006-07 rimase in Italia, ma con l'Alleghe Hockey. Coi bellunesi raggiunse la semifinale scudetto.
Dopo il termine di quella stagione, fu ingaggiato dall'Hockey Club Bolzano con i quali si aggiudicò la Supercoppa e lo Scudetto.
Nel 2008 ritornò a giocare nelle file dell'Alleghe Hockey, ma per una sola stagione. Rimasto per un anno svincolato, chiuse la sua carriera con i canadesi degli Whitby Dunlops.

## Palmarès

### Club
- Campionato italiano: 1

Bolzano: 2007-2008
- Supercoppa italiana: 1

Bolzano: 2007
- Ligue Magnus: 1

Rouen: 2000-2001
- Coppa di Francia: 1

Rouen: 2001-2002
- Campionato olandese: 2

Amstel Tijgers: 2002-2003, 2004-2005
- Coppa olandese: 2

Amstel Tijgers: 2002-2003, 2004-2005

### Individuale
- CHL Scored a Goal as Goaltender: 1

1995-1996
- Miglior portiere della Ligue Magnus: 1

2000-2001
- Miglior portiere del Campionato olandese: 1

2002-2003
- Miglior portiere del Campionato mondiale di hockey su ghiaccio - Prima Divisione: 2

Paesi Bassi 2005, Cina 2007